# Convento del Petreto
Il convento del Petreto (o convento di San Pietro) è un edificio religioso situato nei pressi di Scansano, sull'omonimo colle chiamato Petreto, risalente al XV secolo.

## Storia e descrizione
Il complesso è costituito dalla chiesa di San Pietro e dall'annesso convento, originariamente francescano osservante, soppresso nel 1871 e attualmente di proprietà privata. Secondo una tradizione locale, San Bernardino nel 1422 avrebbe predicato al Petreto, da un pulpito in pietra addossato al portico.
La chiesa, preceduta da un portico, ha subito successivi rimaneggiamenti. Sopra il portale, una lunetta settecentesca con la "Madonna col Bambino fra San Francesco e San Pietro".
Nell'interno, da notare l'imponente altare maggiore, realizzato nel secolo XVII in gesso e stucco. Sopra l'altare, la lunetta affrescata con "Dio Padre in gloria fra angeli musici". Nell'abside si trova un coro ligneo in precarie condizioni di conservazione.
Al suo interno era ospitata l'Annunciazione, risalente al 1615, in seguito spostata all'interno della sagrestia della chiesa di San Francesco a Grosseto.